# Gunnela Ivanov
Gunnela Elisabet Ivanov, född 15 december 1940, är en svensk idéhistoriker, designhistoriker och författare. Hon är knuten till Institutionen för kultur- och medievetenskaper vid Umeå universitet. År 2017 utgav hon verket Swedish Grace.

## Boken Swedish Grace
Boken Swedish Grace utgår delvis från Ivanovs doktorsavhandling från 2004, Vackrare vardagsvara – design för alla? Gregor Paulsson och Svenska Slöjdföreningen 1915–1925. Några frågeställningar här är varför det var viktigt för Svenska Slöjdföreningen att propagera för förädlade varor och bättre smak och frågan om det i praktiken blev bättre vardagsvaror för alla. Boken Swedish Grace behandlar dessa frågor men lyfter även fram den pluralism som fanns inom stilepoken Swedish Grace. Boken belyser många av de arkitekter, konstnärer, hantverkare, gjuterier och snickerier som låg bakom stilepoken. I boken förekommer inte vara kända namn som förknippas med stilepoken, såsom Gunnar Asplund, Uno Åhrén och Anna Petrus, utan även mindre kända producenter som till exempel Knut Nordenskjöld. Redaktör för boken Swedish Grace var designhistorikern Christian Björk.